# Breyten
Breyten est une ville de la province du Mpumalanga en Afrique du Sud. Elle compte 14 347 habitants en 2011.

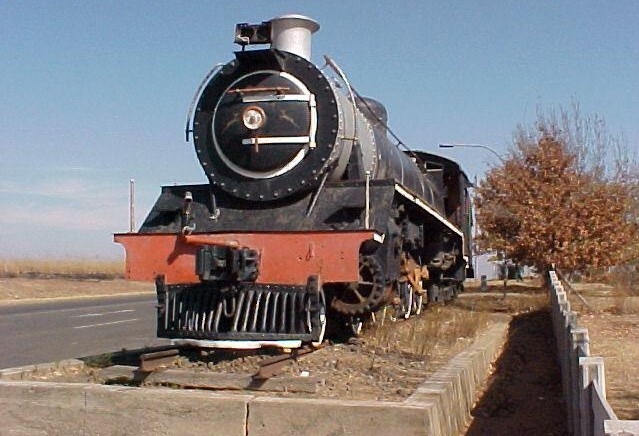
SAR Classe 19 no. 1369, plinthe à Breyten